# Lochie Hughes
Lachlan "Lochie" Hughes (Gold Coast, 15 maart 2002) is een Australisch autocoureur. In 2022 won hij de titel in het Amerikaans Formule 4-kampioenschap en in 2024 in het USF Pro 2000 Championship.

## Carrière

### Karting
Hughes begon zijn autosportcarrière in het karting in zijn thuisland Australië. Hij werd tweede in zijn nationale kartkampioenschap in 2014, 2015 en 2017. Ook kartte hij in de Verenigde Staten en Europa. In 2014 werd hij tweede in de Kart Formula TaG Cadet-klasse van de Florida Winter Tour en in 2015 werd hij tevens tweede in de 60 Mini-klasse van de WSK Gold Cup. In 2016 nam hij deel aan de OK Junior-klasse van het Europees kartkampioenschap. In 2017 won hij de Race of Stars.

### Formule 4
In 2018 maakte Hughes de overstap naar het formuleracing en maakte hij zijn Formule 4-debuut in het Australisch Formule 4-kampioenschap bij het Team BRM. Hij behaalde zijn eerste overwinning op de Winton Motor Raceway en stond tevens op de Pukekohe Park Raceway op het podium. Met 224 punten werd hij vijfde in de eindstand.
In 2019 bleef Hughes actief in de Australische Formule 4 bij BRM. Hij won drie races: twee op The Bend Motorsport Park en een op het Phillip Island Grand Prix Circuit. Daarnaast stond hij nog acht keer op het podium. Met 266 punten werd hij achter Luis Leeds tweede in het kampioenschap.
Nadat hij in 2020 en 2021 vanwege de coronapandemie niet actief was in de autosport, stapte Hughes in 2022 over naar het Amerikaans Formule 4-kampioenschap. Hij reed hierin voor het team Jay Howard Driver Development. Bij zijn debuut op het NOLA Motorsports Park won hij direct de race. Later dat jaar won hij eenmaal op de Mid-Ohio Sports Car Course en tweemaal op zowel het New Jersey Motorsports Park als het Circuit of the Americas. Daarnaast behaalde hij nog vier podiumplaatsen. Met 277 punten werd hij gekroond tot kampioen in de klasse.

### U.S. F2000
In 2022 debuteerde Hughes in de U.S. F2000 voor Jay Howard Driver Development tijdens het raceweekend op Mid-Ohio, waarin een vierde plaats zijn beste race-uitslag was. In 2023 reed hij het gehele seizoen in de klasse. Hij won opnieuw bij zijn debuut op het Stratencircuit Saint Petersburg en voegde hier op de Sebring International Raceway, de Indianapolis Motor Speedway en Road America nog drie zeges aan toe. Met 335 punten werd hij achter Simon Sikes en Nikita Johnson derde in het klassement.

### USF Pro 2000
In 2024 stapte Hughes over naar het USF Pro 2000 Championship, waar hij voor Turn 3 Motorsport reed. Wederom won hij bij zijn debuut in de klasse op Saint Petersburg. Later dat jaar won hij alle drie de races op Road America en zegevierde hij tevens eenmaal op het Stratencircuit Toronto. Hiernaast stond hij nog zes keer op het podium. Met 395 punten werd hij kampioen in de klasse.

### Indy NXT
In 2025 maakt Hughes zijn debuut in de Indy NXT bij het team Andretti Global.